# Список дипломатических и консульских представительств в Молдове

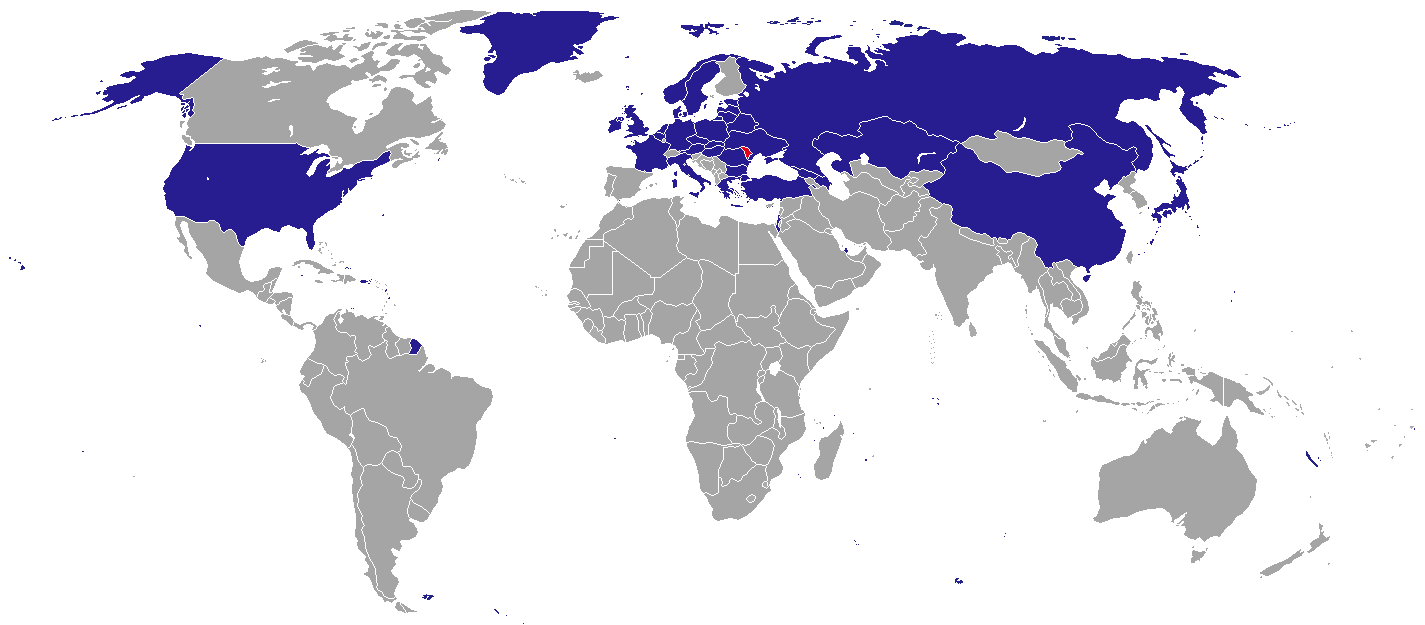
Карта дипломатических миссий в Молдавии

Это список дипломатических представительств зарубежных государств в Молдавии. В настоящее время в столице Молдавии Кишинёве находится 30 посольств. Многие страны имеют посольства, аккредитованные в столицах других государств, например в Москве, Бухаресте или Киеве.

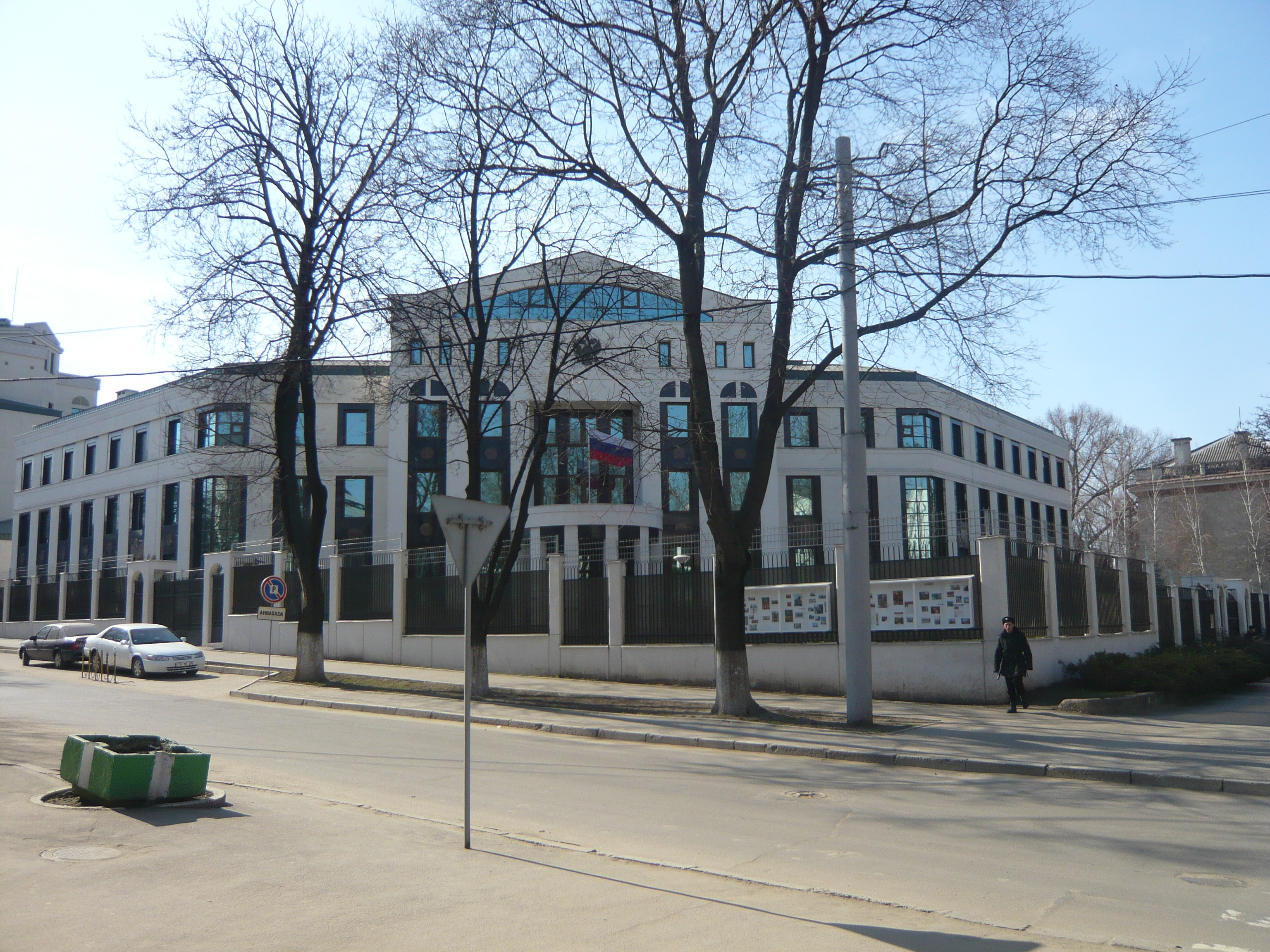
Посольство России в Молдавии

## Посольства вКишинёве
| - Австрия (Посольство) - Армения (Посольство) - Азербайджан (Посольство) - Беларусь (Посольство) - Болгария (Посольство) - Китай (Посольство) - Чехия (Посольство - Франция (Посольство) - Германия (Посольство) - Венгрия (Посольство) | - Италия (Посольство) - Литва (Посольство) - Польша (Посольство) - Румыния (Посольство) - Россия (Посольство) - Турция (Посольство) - Украина (Посольство) - Великобритания (Посольство) - США (Посольство) |

## Миссии
- Европейский союз
- Израиль
- Швеция

## Консульства/Генеральные консульства
Бэлць
- Украина

## Аккредитованные посольства
- (Москва)
- (Москва)
- (Киев)
- (Москва)
- (Будапешт)
- (Прага)
- (Бухарест)
- (Бухарест)
- (Будапешт)
- (Москва)
- (Бухарест)
- (Бухарест)
- (Киев)
- (Будапешт)
- (Бухарест)
- (Бухарест)
- (Киев)
- (Бухарест)
- (Бухарест)
- (Киев)
- Святой престол(Бухарест)
- (Москва)
- (Бухарест)
- (Бухарест)
- (Киев)
- Ирландия (Бухарест)
- (Киев)
- (Киев)
- (София)
- (Киев)
- (Киев)
- Северная Македония (София)
- (Москва)
- (Варшава)
- (Валлетта)
- (Афины)
- (Белград)
- (Бухарест)
- (Киев)
- (Москва)
- (Бухарест)
- (Бухарест)
- (Москва)
- (Бухарест)
- (Бухарест)
- (Киев)
- (Москва)
- (Бухарест)
- (Будапешт)
- (Киев)
- (Киев)
- (Бухарест)
- (Москва)
- (Бухарест)
- Швейцария (Киев)
- (Москва)
- (Киев)
- (Минск)
- (Москва)
- (Москва)

## См.также
- Список дипломатических миссий Молдавии
- Внешняя политика Молдавии